# Podcasts (Apple)
Chronologie des versions
iTunes (macOS)
Podcasts, nommée Balados au Québec, est une application de lecteur multimédia, développée par Apple, servant à lire des podcasts à partir d'iTunes Store. Elle est disponible pour les systèmes d'exploitation iOS, iPadOS, tvOS, watchOS et macOS. Elle est initialement publiée pour iOS le 26 juin 2012, étant auparavant une section de l'application iTunes. Elle est lancée sur Apple TV, le 24 septembre 2012, tvOS le 26 janvier 2016 et watchOS le 17 septembre 2018. Elle apparaît sur macOS Catalina, le 7 octobre 2019, comme étant l'une des applications pour remplacer iTunes.

## Plateformes

### Versions iOS, tvOS et watchOS
Les podcasts sont une section de l'application iTunes via iOS 5. Une application de podcasts est annoncée lors de la conférence mondiale des développeurs en 2012 en tant que fonctionnalité iOS 6. Apple publie l'application sur l'App Store le 26 juin 2012. Elle ajoute la fonctionnalité stations pour découvrir de nouveaux podcasts. Il s'agit d'une application standard sur CarPlay.
L'application est introduite sur les Apple TV de deuxième et troisième génération, le 24 septembre 2012, avec la mise à jour du logiciel 6.0. L'Apple TV de quatrième génération, basée sur tvOS, est lancée en octobre 2015 sans la possibilité de lire des podcasts, et ce, malgré l'apparition d'une icône Podcasts sur l'écran d'accueil dans les publicités, les bandes démo en magasin et la documentation des développeurs.
L'application est ajoutée avec tvOS 9, le 26 janvier 2016. Et est ajoutée à l'Apple Watch avec watchOS 5 le 17 septembre 2018.

### Version macOS
Les podcasts dans macOS sont disponibles dans l'application iTunes, qui ajoute leur prise en charge dans la version 4.9 en juin 2005. Apple annonce lors de la conférence mondiale des développeurs en 2019 que iTunes est remplacé par les applications spécifiques Musique, TV et Podcast sur macOS Catalina. Les podcasts restent disponibles via iTunes sur Microsoft Windows.

### HomePod
HomePod prend en charge la lecture des podcasts à l'aide d'une interface vocale.

### Amazon Echo
La prise en charge des podcasts est ajoutée à la gamme Amazon Echo en décembre 2019.

## Langues disponibles
Les podcasts sont généralement des enregistrements de vidéos et d'audio disponibles gratuitement sur Internet en Français, Allemand, Anglais, Arabe, Catalan, Chinois, Coréen, Croate, Danois, Espagnol, Finnois, Grec, Hindi, Hongrois, Hébreu, Indonésien, Italien, Japonais, Malais, Norvégien, Néerlandais, Polonais, Portugais, Roumain, Russe, Slovaque, Suédois, Tchèque, Thaï, Turc, Ukrainien et Vietnamien.

## Réception
Les avis des professionnels sur l'application sont mitigés. En 2012, le site Engadget déclare qu'elle « offre une opportunité de briser l'encombrement d'iTunes ». En 2017, le magazine Slate critique ses problèmes et sa mauvaise qualité audio. En 2019, The Verge qualifie l'application de déprimante et d'assez maladroite, y compris en ce qui concerne les fonctions de base comme l'abonnement.

## Programmes originaux
Apple propose divers programmes originaux qu'il produit par le biais de Podcasts depuis le lancement (en 2012 sur iOS), ainsi on retrouve historiquement les événements de la marques en audio ou vidéo, et des programmes originaux proposés par les services Apple TV+, Apple Music et Apple News depuis 2018. Cependant les programmes originaux ne sont disponibles qu'en anglais (audio).
NC signifie Non Communiqué
Les extras peuvent être des bandes-annonces, des bonus ou encore des minis épisodes.

### Apple
Apple publie ses événements en audio et en vidéo via sa chaine Apple Events et les a publiés de façon rétroactive, ainsi ils sont tous disponibles à partir de l'évènement du 9 janvier 2007 (introduisant l'iPhone).
| Titre                | Genre du podcast | Première       | Épisodes disponibles    | Durée            | Statut / Autres informations                                                                |
| Sorti en 2007        | Sorti en 2007    | Sorti en 2007  | Sorti en 2007           | Sorti en 2007    | Sorti en 2007                                                                               |
| -------------------- | ---------------- | -------------- | ----------------------- | ---------------- | ------------------------------------------------------------------------------------------- |
| Apple Events (video) | Technologies     | 9 janvier 2007 | 57 épisodes (+ 1 extra) | 50 - 145 minutes | Les épisodes sont les rediffusion des événements. Les sous-titres français sont disponibles |
| Sorti en 2020        |                  |                |                         |                  |                                                                                             |
| Apple Events (audio) | Technologies     | 22 juin 2020   | 11 épisodes (+ 1 extra) | 50 - 110 minutes | Les épisodes sont les rediffusion des événements.                                           |

### Apple Music
Depuis 2018, Apple Music a quelques émissions / séries audio originales sur sa chaine via Apple Podcasts. Les deux premières émissions de la chaine n'y sont plus rattachés car la chaine de radio Beats 1 fut rebaptisé Apple Music 1.
| Titre                                | Genre du podcast         | Première        | Épisodes disponibles   | Durée           | Statut / Autres informations         |
| Sorti en 2018                        | Sorti en 2018            | Sorti en 2018   | Sorti en 2018          | Sorti en 2018   | Sorti en 2018                        |
| ------------------------------------ | ------------------------ | --------------- | ---------------------- | --------------- | ------------------------------------ |
| The Internet Presents : The Internet | Musique                  | 22 juin 2018    | 5 épisodes (+ 1 extra) | 20 - 45 minutes | Mini-podcast terminé / Plus rattaché |
| Sortis en 2019                       |                          |                 |                        |                 |                                      |
| GRAMMYs Celebration on Beats 1       | Musique                  | 9 février 2019  | 1 épisode              | 103 minutes     | Épisode unique / Plus rattaché       |
| The Zane Lowe Interview Series,      | Musique : les interviews | 11 avril 2019   | 138 épisodes           | 30 - 80 minutes | Podcast en cours de diffusion        |
| Sorti en 2020                        |                          |                 |                        |                 |                                      |
| Songs for Life                       | Musique : analyses       | 29 juin 2020    | 6 épisodes             | 40 - 60 minutes | Mini-podcast terminé                 |
| Sortis en 2023                       |                          |                 |                        |                 |                                      |
| The Message with Ebro Darden         | Musique : les interviews | 16 janvier 2023 | 2 épisodes (+ 1 extra) | 30 - 60 minutes | Podcast en cours de diffusion        |
| Halftime Hype                        | Musique / Halftime Shows | 17 janvier 2023 | 5 épisodes (+ 1 extra) | 15 - 20 minutes | Podcast en cours de diffusion        |
| Rihanna Revisited                    | Histoire de la musique   | 30 janvier 2023 | 2 épisodes (+ 1 extra) | 10 minutes      | Podcast en cours de diffusion        |

### Apple News
Apple News publie deux programmes originaux réguliers sur sa chaine baptisé Apple News Audio le premier a débuté en 2020 et fait un récapitulatif de l'actualité chaque jour, tandis que le second est mis à jour chaque semaine et propose des interviews entre des journalistes, des experts, et d'autres spécialistes sur un thème.
| Titre                      | Genre du podcast          | Première         | Épisodes disponibles         | Durée           | Statut                        |
| Sorti en 2020              | Sorti en 2020             | Sorti en 2020    | Sorti en 2020                | Sorti en 2020   | Sorti en 2020                 |
| -------------------------- | ------------------------- | ---------------- | ---------------------------- | --------------- | ----------------------------- |
| Apple News Today           | Actus du jour             | 16 juillet 2020  | 685 épisodes (extras inclus) | 7 - 65 minutes  | Podcast en cours de diffusion |
| Sorti en 2021              |                           |                  |                              |                 |                               |
| Apple News In Conversation | Actus du jour             | 3 juillet 2021   | 64 épisodes                  | 15 - 95 minutes | Podcast en cours de diffusion |
| Sorti en 2022              |                           |                  |                              |                 |                               |
| After the Whistle,         | Football / Coupe du monde | 13 novembre 2022 | 18 épisodes (+ 1 extra)      | 30 - 40 minutes | Podcast terminé               |

### Apple TV+
Depuis 2021, Apple TV+ propose des podcasts originaux via sa propre chaine, ce sont soit des podcasts dérivés ou complémentaires des séries originales (comme avec For All Mankind, The Line et Foundation) soit des programmes totalement inédits (Hooked, Run, Bambi, Run et Wild Things : Siegfried & Roy par exemple),.
Les statuts des podcasts d'Apple TV+ suivent généralement ceux des séries desquels ils sont issus.
| Titre                                                | Genre du podcast     | Première          | Épisodes disponibles                | Durée           | Statut                        |
| Sortis en 2021                                       | Sortis en 2021       | Sortis en 2021    | Sortis en 2021                      | Sortis en 2021  | Sortis en 2021                |
| ---------------------------------------------------- | -------------------- | ----------------- | ----------------------------------- | --------------- | ----------------------------- |
| For All Mankind : The Official Podcast,              | Télévision et cinéma | 19 février 2021   | 2 saisons, 20 épisodes (+ 2 extras) | 20 - 50 minutes | (Série renouvelée)            |
| The Line : Podcast,                                  | Criminologie         | 6 avril 2021      | 6 épisodes (+ 2 extras)             | 35 - 50 minutes | Mini-podcast terminé          |
| Foundation : The Official Podcast,                   | Télévision et cinéma | 24 septembre 2021 | 1 saison, 9 épisodes (+ 1 extra)    | 30 - 45 minutes | (Série renouvelée)            |
| The Problem with Jon Stewart : The Official Podcast, | Télévision et cinéma | 30 septembre 2021 | 2 saisons, 47 épisodes (+ 2 extras) | 35 - 90 minutes | Podcast en cours de diffusion |
| Hooked,                                              | Culture et société   | 3 novembre 2021   | 10 épisodes (+ 1 extra)             | 20 - 45 minutes | Mini-podcast terminé          |
| Sortis en 2022                                       |                      |                   |                                     |                 |                               |
| Wild Things : Siegfried & Roy,                       | Culture et société   | 12 janvier 2022   | 8 épisodes (+ 1 extra)              | 30 - 60 minutes | Mini-podcasts terminés        |
| Run, Bambi, Run                                      | Culture et société   | 11 avril 2022     | 8 épisodes (+ 3 extras)             | 30 - 40 minutes | Mini-podcasts terminés        |
| The Big Conn : The Official Podcast,                 | Télévision et cinéma | 6 mai 2022        | 6 épisodes (+ 1 extra)              | 35 - 45 minutes | Mini-podcasts terminés        |
| Project Unabom,                                      | Culture et société   | 27 juin 2022      | 8 épisodes (+ 1 extra)              | 35 - 45 minutes | Mini-podcasts terminés        |
| Missed Fortune,                                      | Culture et société   | 15 août 2022      | 9 épisodes (+ 1 extra)              | 30 - 60 minutes | Mini-podcasts terminés        |
| Little America : The Official Podcast,               | Télévision et cinéma | 3 novembre 2022   | 8 épisodes (+ 1 extra)              | 30 minutes      | En attente                    |
| Sorti en 2023                                        |                      |                   |                                     |                 |                               |
| Opération : Tradebom,                                | Criminologie         | 9 janvier 2023    | 5 épisodes (+ 1 extra)              | 20 - 30 minutes | Podcast en cours de diffusion |